# Allium spicatum
Allium spicatum är en amaryllisväxtart som först beskrevs av David Prain, och fick sitt nu gällande namn av Nikolai Walterowich Friesen. Allium spicatum ingår i släktet lökar, och familjen amaryllisväxter. Inga underarter finns listade i Catalogue of Life.